# Meresha
Meresha é uma cantora independente, instrumentista, compositora e produtora norte-americana. Sua música foi parar na Billboard Top 40 do Pop Indicação e paradas de sucesso 3 vezes, enquanto seus vídeos são assistidos internacionalmente, inclusive na MTV Propriedades, onde ela ganhou um concurso de Calouros. Ela foi a #1 artista Independente em US Pop radio por um mês. Ela foi selecionada para a Casa Nacional de Blues na classe de músicos promissores em 2016, e foi indicada para o prêmio Pavoh RADAR . Meresha tem realizado apresentações, em locais, incluindo Mizner Anfiteatro, Hard Rock Café, Casa do Blues e B. B. King's. Meresha foi nomeada a N.º 6 emergentes artista global no Billboard como a próxima sensação global.

## Início da vida e carreira
Na idade de 12 anos, Meresha gravou sua canção "Fool Don't Be" em um estande de CD em um shopping na Flórida. Seu primeiro EP, Lunatic foi lançado em 2013 depois de arrecadar fundos através do Kickstarter.
Em 2015, Meresha lançou o EP New Revolution, que incluiu a faixa-título e um trio de outras músicas. Seu ecleticismo às vezes frenético e ritmos excêntricos criou um novo som que trouxe estilos antigos para a produção contemporânea. A faixa hit "Nova Revolução" entrou no Billboard Top 40 com indicação entre Adele e Justin Bieber. Ela também foi a #1 música independente na US radio dos Estados Unidos durante um mês. Seu vídeo clip da música New Revolution foi mencionado 5 vezes para MTV VMA Candidato dirigido por David Rousseau, que também dirigiu muitos videos de Pitbull. O hit My Love Has Come chegou ao Top 40 em ambos os Outdoors de indicações nas paradas de sucesso. No final de 2016, Meresha lançou em dois idiomas a música Together/Juntos. Ela se apresentou ao vivo em show com Adam Lambert e Third Eye Blind.

## Discografia
EP
- Lunatic (2013)
- New Revolution (2015)

Singles
- New Revolution (2015)
- My Love Has Come (2016)
- Together (2016)
- Juntos (2016)
- Together + United (2017)

Vídeos De Música
- New Revolution

Fonte: 

## References
1. ↑  «Meresha Biography, Albums, Streaming Links». AllMusic. Consultado em 27 de dezembro de 2016
2. ↑  «Meresha - Chart history on Billboard». Billboard (magazine). Consultado em 27 de dezembro de 2016
3. 1 2  «Meresha Wins This Round Of The Freshmen». MTVU. Consultado em 27 de dezembro de 2016
4. 1 2  «¿Qué hacer en Miami este fin de semana?». El Nuevo Herald. Consultado em 27 de dezembro de 2016
5. ↑  «BDTH Bands, House of Blues Music Forward Foundation». Consultado em 30 de dezembro de 2016. Arquivado do original em 3 de janeiro de 2017
6. ↑  «2016 Pavoh RADAR Award Finalists - Compilation CD». Pavoh.org. Consultado em 27 de dezembro de 2016. Arquivado do original em 3 de janeiro de 2017
7. ↑  «Next Big Sound». Billboard. Consultado em 27 de dezembro de 2016
8. ↑  «Pandora Predictions Chart». Next Big Sound. Consultado em 27 de dezembro de 2016
9. ↑  «PLAYLIST: Breakthrough Sundays». Howl & Echoes. 14 de fevereiro de 2016. Consultado em 27 de dezembro de 2016
10. ↑  «Meresha Bio on MTV». MTV Artists Platform. Consultado em 27 de dezembro de 2016
11. ↑  «People Are Flocking to a Social Network That Redistributes 90% of Ad Revenue to Users». New York Observer. 23 de abril de 2015. Consultado em 27 de dezembro de 2016
12. ↑  «FREE THE MUSIC:  Meresha Debut EP "Lunatic"». Kickstarter. Consultado em 27 de dezembro de 2016
13. ↑  «Few favorites for top 2015 Palm Beach County music». The Palm Beach Post. Consultado em 27 de dezembro de 2016
14. ↑  «Together / Juntos». Mi2N.com. Consultado em 27 de dezembro de 2016
15. ↑  «An Interview with Rising Singer-Songwriter, MERESHA On Her Early Start and Her "New Revolution"!». AllAccess. Consultado em 27 de dezembro de 2016
16. ↑  «Meresha - Biography». Billboard (magazine). Consultado em 30 de dezembro de 2016
17. ↑  «Meresha - 1st Ever World Music Premier On The #1 Social Media Startup Tsu April 7». Before It's News
18. ↑  «High school student Meresha mixes old, new sounds». The Palm Beach Post. Consultado em 27 de dezembro de 2016
19. ↑  D'Arrigo, Lisa (22 de setembro de 2014). «Indie Minded Interview: Meresha». Indie Minded. Consultado em 27 de dezembro de 2016
20. ↑  McGrath, Lisa (30 de setembro de 2015). «Independent Artist Meresha Discusses Music, 'New Revolution,' And Early Beginnings». Starpulse. Consultado em 27 de dezembro de 2016